# (100297) 1995 FU2
(100297) 1995 FU2 es un asteroide  perteneciente al cinturón de asteroides, descubierto el 23 de marzo de 1995 por el equipo del Spacewatch desde el Observatorio Nacional de Kitt Peak, Arizona, Estados Unidos.

## Designación y nombre
Designado provisionalmente como 1995 FU2.

## Características orbitales
1995 FU2 está situado a una distancia media del Sol de 2,868 ua, pudiendo alejarse hasta 3,071 ua y acercarse hasta 2,664 ua. Su excentricidad es 0,070 y la inclinación orbital 3,170 grados. Emplea 1774 días en completar una órbita alrededor del Sol.

## Características físicas
La magnitud absoluta de 1995 FU2 es 15,8.